# Вехкоя
Вехкоя (фин. Vehkoja) — упразднённая деревня на территории Всеволожского городского поселения Всеволожского района Ленинградской области.

## Географическое положение
Находилась на обеих сторонах автодороги Токсово — Всеволожск, проходящей по территории Ржевского артиллерийского полигона в месте пересечения её рекой Вехкоя (приток Лепсари).

## История
Согласно карте Санкт-Петербургской губернии Ф. Ф. Шуберта 1834 года, деревня называлась Вехка-оя.

ПЕРВАЯ ХЕПОЯРВИ — деревня принадлежит Ведомству коменданта Санкт-Петербургской крепости, число жителей по ревизии: 266 м. п., 278 ж. п.. (1838 год)

Согласно «Топографической карте частей Санкт-Петербургской и Выборгской губерний» в 1860 году деревня называлась Вехка-оя и насчитывала 2 крестьянских двора.

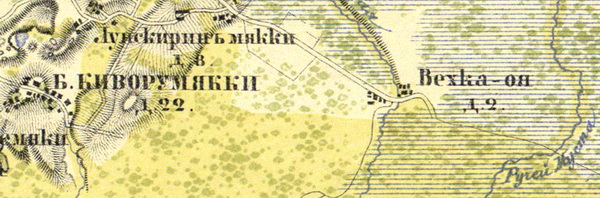
Деревня Вехкоя на карте 1860 года

Согласно «Списку населённых мест Российской Империи» от 1862 года деревня Вехка-Оя была частью большой деревни 1-я Хипоярви (Волково) при колодцах, принадлежащей Комендантскому ведомству. Кроме неё в 1-е Хипоярви входили также деревни: Вилькимякки, Киворумякки, Большая и Малая Корожемякки (Коросенмякки), Мойсиямякки, Путкоселово, Торгияйсемякки и Скаргенмякки.

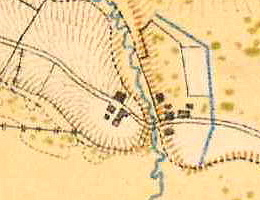
Деревня Вехкоя на карте 1885 года

ВЕХКОЯ — посёлок на земле четвёртого сельского общества при р. Вехкоя, 5 дворов, 12 м. п., 12 ж. п., всего 24 чел. (1896 год)

В конце XIX — начале XX века деревня административно относилась к Токсовской волости 2-го стана Шлиссельбургского уезда Санкт-Петербургской губернии.
По данным «Памятной книжки Санкт-Петербургской губернии» за 1905 год деревня называлась Вехка-оя и входила в состав 1-го Хипоярвского сельского общества.

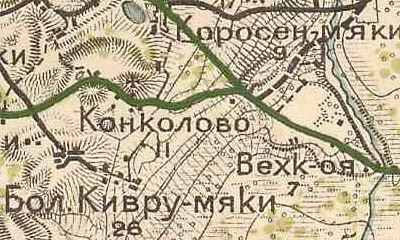
Деревня Вехкоя на карте 1913 года

В 1913 году в деревне Вехкоя было 7 крестьянских дворов.
На финских картах 1922 и 1925 годов она обозначена, как деревня Vähäoja.
До 1942 года — место компактного проживания ингерманландских финнов. Начиная с 1931 и по 1942 год, в несколько этапов, все жители деревни Вехкоя и других окрестных деревень, земли которых отошли Ржевскому артиллерийскому полигону, были депортированы в Красноярский край и низовья реки Лена.
Сейчас — урочище Вехкоя.

## Фото

2015 год
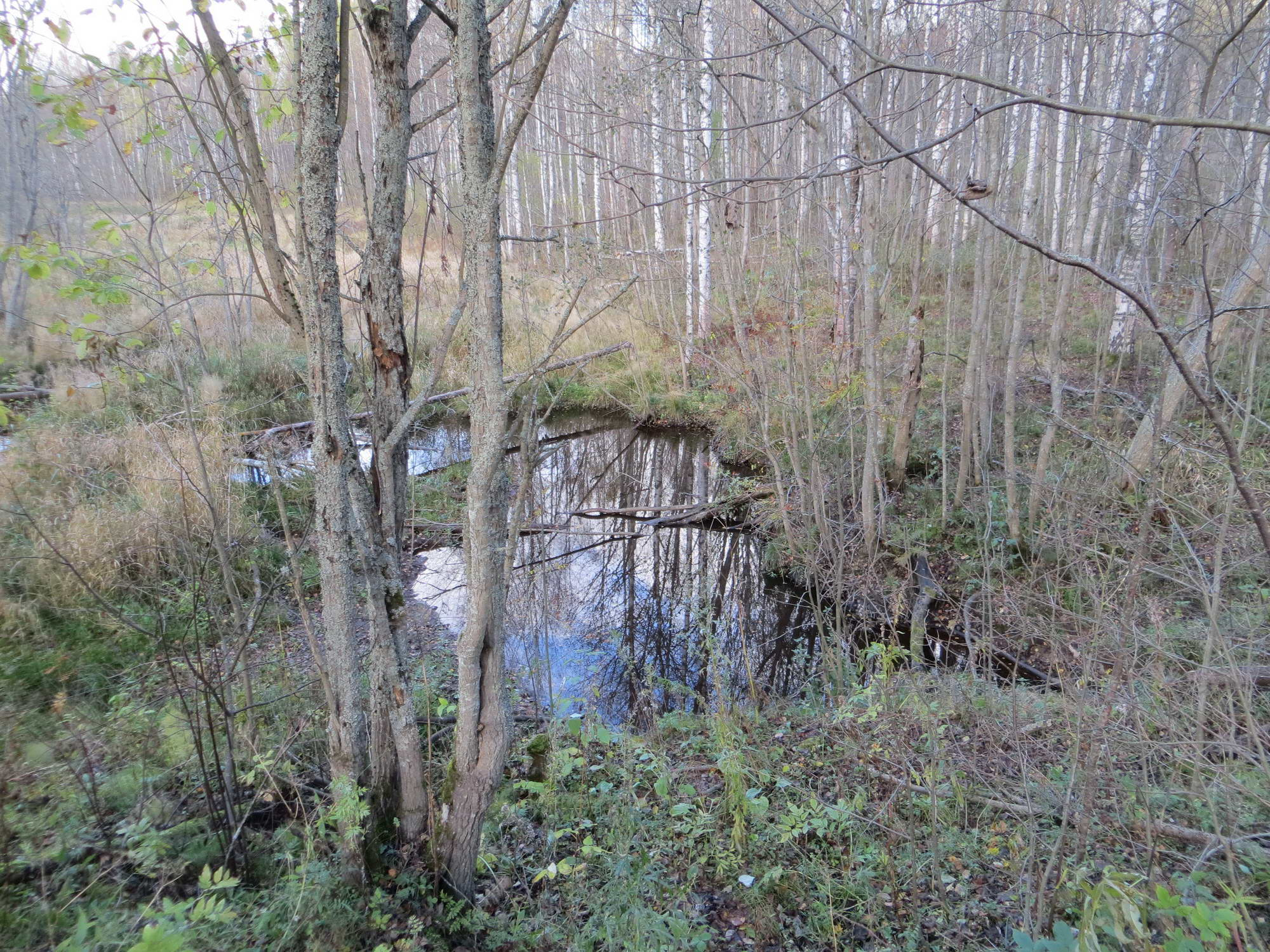
Река Вехкоя
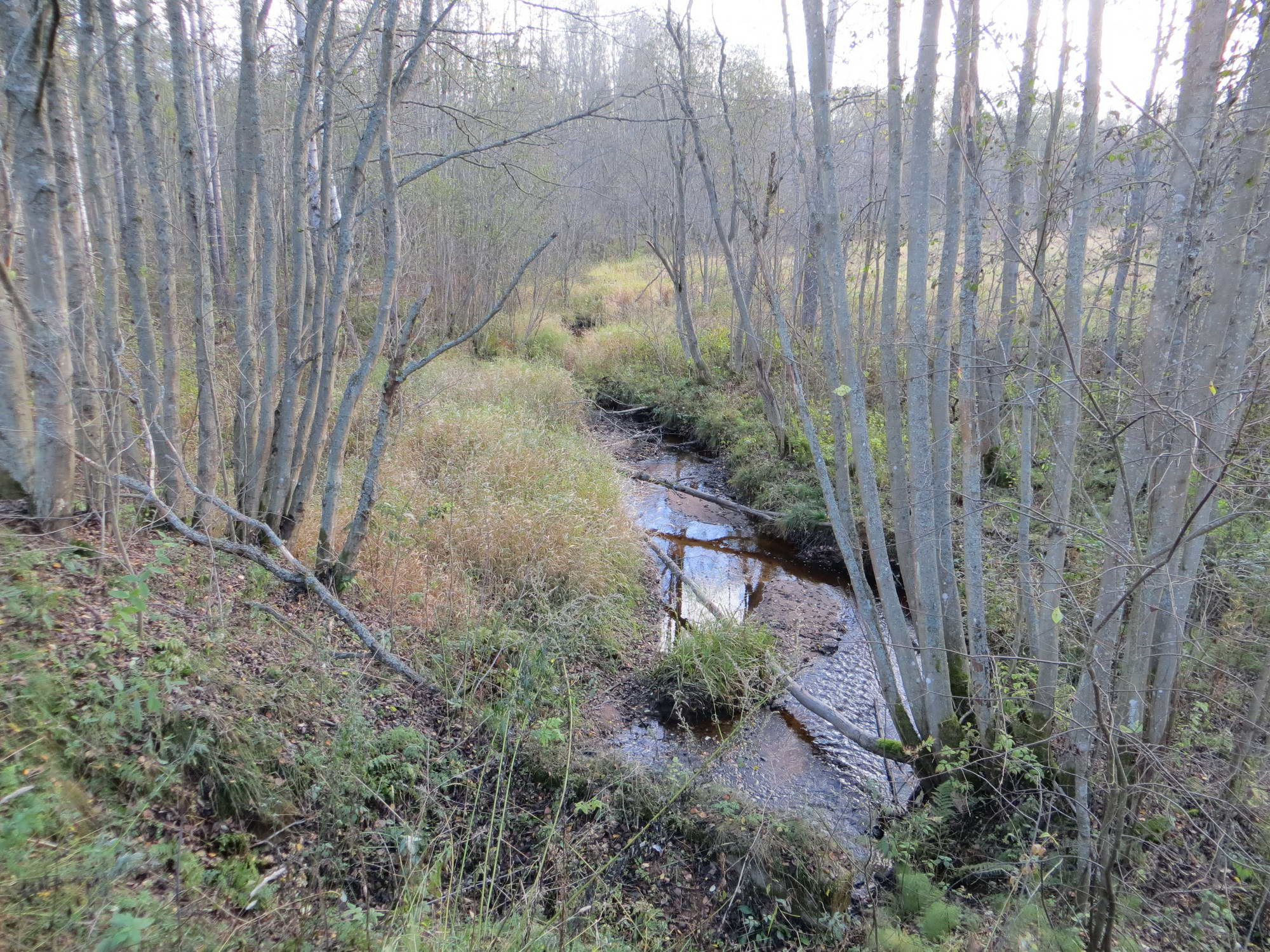
Урочище Вехкоя